# Pineau des Charentes

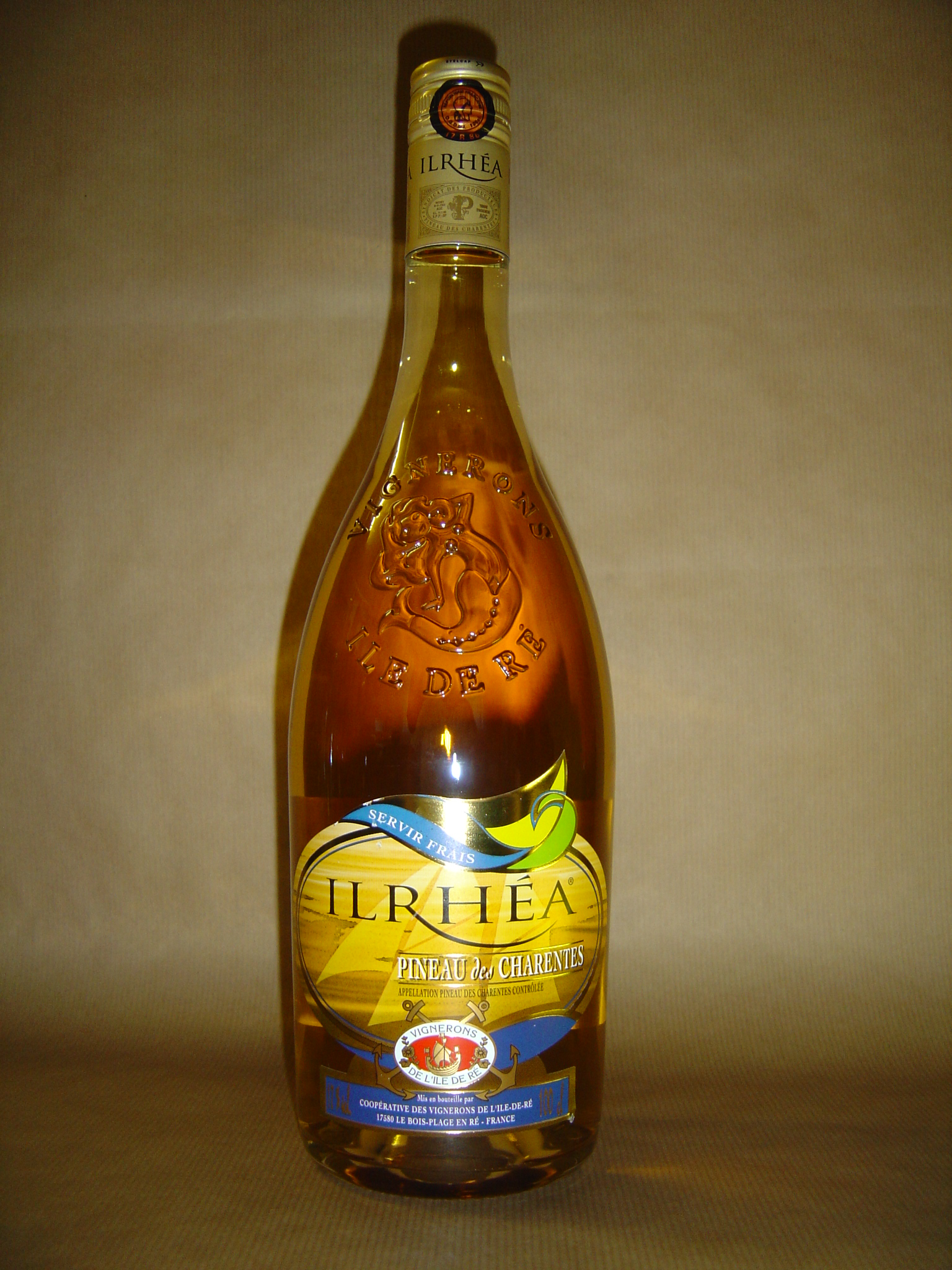

Pineau des Charentes – francuskie wino likierowe wytwarzane w zachodnich rejonach kraju.
Napój alkoholowy, otrzymywany z soku winogronowego, mieszanego w odpowiedniej proporcji z koniakiem i następnie leżakowany przez co najmniej 14 miesięcy (różowy) lub 18 miesięcy (biały), w tym w beczkach dębowych przez co najmniej 8 miesięcy. 
Mieszanie koniaku z niesfermentowanym sokiem winogronowym ma na celu niedopuszczenie do fermentacji tego soku i zachowanie jak największej ilości witamin, cukrów i innych cennych składników naturalnych. Pineau des Charentes jest wskutek tego słodsze od typowego wina, zawiera przeważnie 17% alkoholu i występuje w dwóch odmianach: białej i różowej (często mylnie nazywane czerwonym Pineau).